# Микільсько-Ботанічна, 4
Будинок № 4 (Будинок Герндт) — житлова будівля на Микільсько-Ботанічній вулиці, характерний зразок київських прибуткових будинків у неоготичному стилі кінця ХІХ сторіччя.
Наказом Управління охорони  пам'яток  історії, культури та історичного середовища № 143 від 26 жовтня 2001 року будівля внесена до обліку пам'яток архітектури.

## Історія ділянки

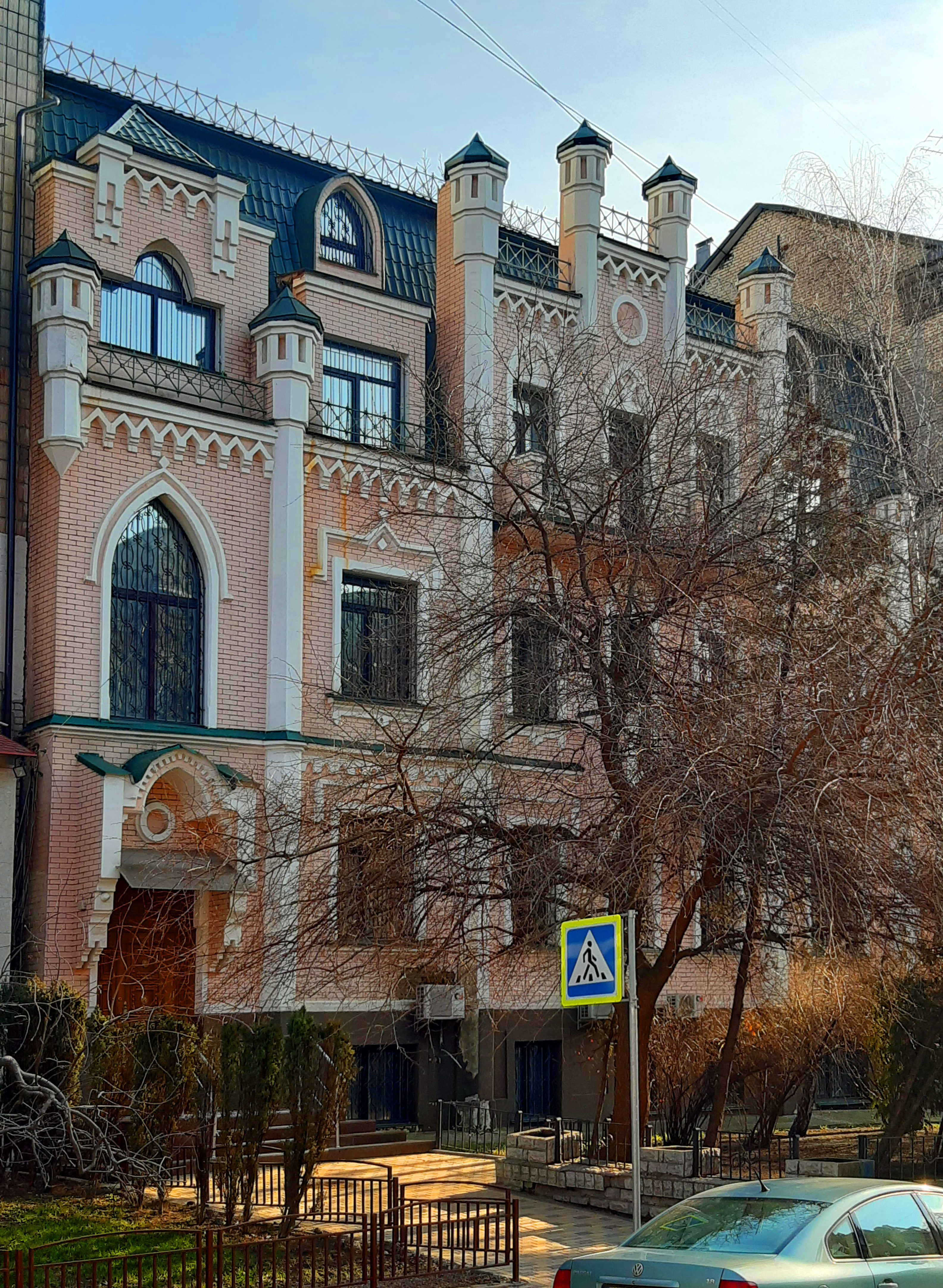
Ліва розкріповка з готичним вікном

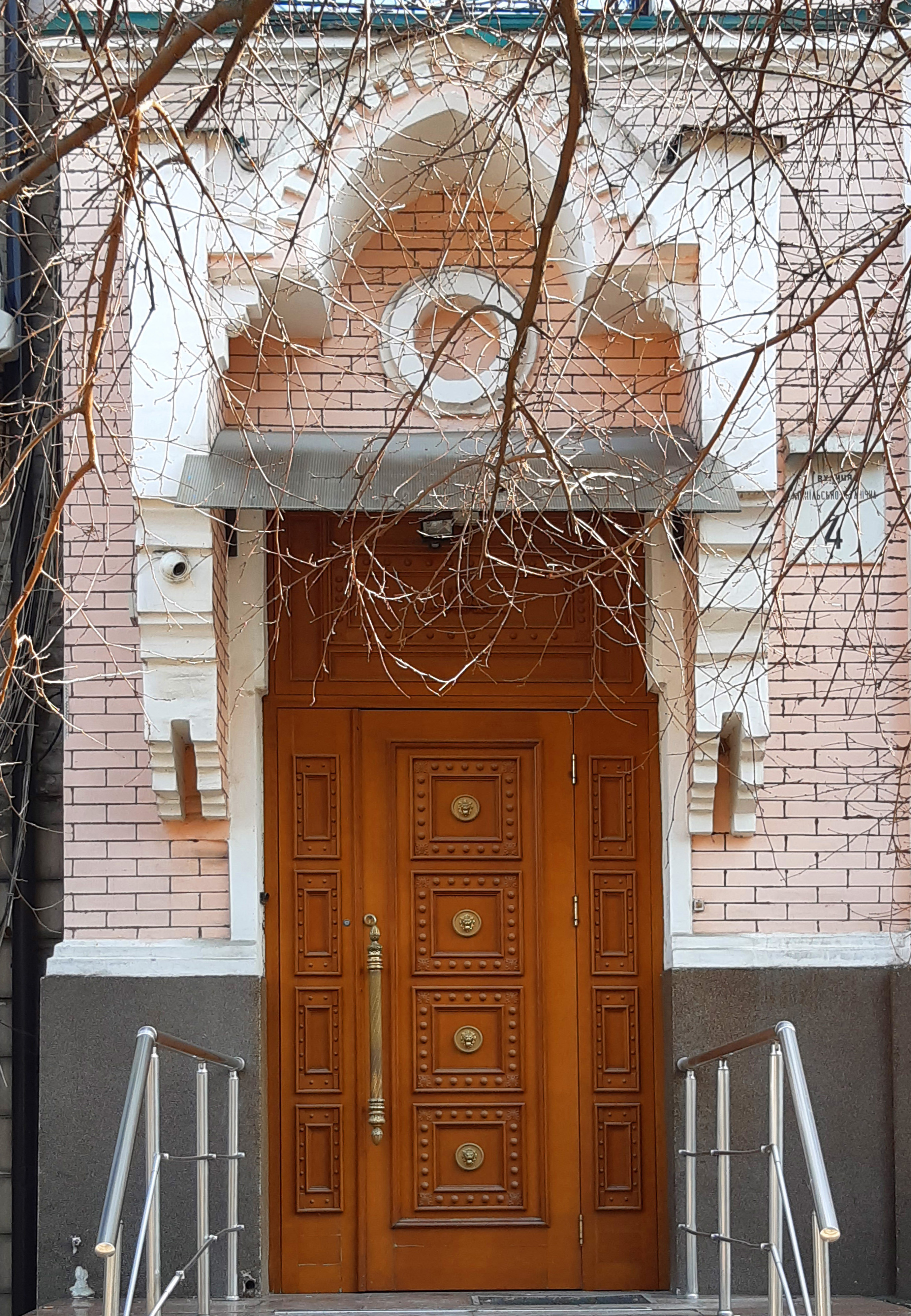
Вхід

1877 року власницею ділянки стала дружина австрійського підданого А. Водольська. На території садиби звели дерев'яний будинок, а на подвір'ї розпланували фруктовий сад. 1890 року садибу придбала дружина прусського підданого Е. Герндт. На її замовлення у 1896—1897 роках спорудили будинок за проєктом архітектора Якуба-Фрідріха Вольмана.
На початку ХХ сторіччя ділянка перебувала у власності різних осіб: О. Диджула (1901), подружжя І. та Л. Климовичів, А. Панащенка (з 1910), Е. Фінкельштейна (1919).
До 1904 року в будинку мешкав правознавець Леонід Білогриць-Котляревський (1855—1908).
У 1910-х роках тут оселився економіст, політичний діяч, член Центральної Ради
Микола Порш (1879—1943).
У будинку також знімав помешкання український геолог, географ й академік УАН Павло Тутковський (1858—1930).
Будинок реконструювали і надбудували поверх.

## Архітектура
Двоповерхову із цокольним напівповерхом, цегляну будівлю у стилі неоготики спорудили на червоній лінії.
Композиція вирішена у стилізованих готичних формах. Чоловий фасад фланкують різні за шириною розкріповки. На лівому фланзі розташований вхід із піддашшям. Правий оздоблений стрілчастими нішами.
Центральна частина із гранчастими напівколонами увінчана прямокутним аттиком і вежками.
Вікно над входом — стрілчасте, інші — прямокутні, на флангах завершені ламаними сандриками. 
Балкон на консолях, що на другому поверсі, має ажурні металеві ґрати.
Частково втрачено первісне оздоблення: декоративні вази, різьблені двері тощо.